# Philippe Attey
Philippe Attey (* 10. Oktober 1951 in Agboville, Elfenbeinküste; † 26. Juli 2019 in Saran, Département Loiret, Frankreich) war ein ivorischer Politiker (FPI).

## Leben
Zunächst vor allem im Bankgeschäft tätig, wurde Attey im Jahr 2000 zum Direktor des Transportunternehmens Société de transports abidjanais (SOTRA) ernannt, dessen Umstrukturierung und finanzielle Sanierung er bis 2010 vorantrieb.
Während der Regierungskrise 2010/2011 war er vom 5. Dezember 2010 bis 11. April 2011 Industrieminister und Minister für Entwicklung des Privatsektors in der Regierung Aké N’Gbo.
Attey war als Mitglied der Regierung Aké N'Gbo ab 11. Januar 2011 von Sanktionen der Europäischen Union betroffen. So durfte er nicht in die EU einreisen und seine Gelder wurden eingefroren.
Nach der Auflösung der Regierung ging Attey, wie auch andere hochrangige FPI-Funktionäre, ins Exil. Zunächst lebte er mehrere Jahre in Benin, bevor er nach Frankreich zog. Er erkrankte und starb 2019 in der französischen Stadt Orléans. Sein Leichnam wurde nach Abidjan überführt.